# Рита II
Рита II Армянская (Мария Константинопольская; 10/11 января 1278 — июль 1333) — принцесса Киликии, из рода Хетумидов. Дочь армянского царя Левона II Великого и царицы Керан Армянской, супруга византийского императора Михаила IX Палеолога, императрица 1317—1320 годов, мать императора Андроника III Палеолога. Была известна как Мария Константинопольская.